# Alicia Yánez Cossío
Alicia Yánez Cossío (Quito, 10 de septiembre de 1928) es una escritora, poeta y periodista ecuatoriana, considerada la mayor escritora ecuatoriana del siglo XX. Es autora de varias producciones literarias que se basan en la narración de protagonistas femeninas, las cuales enfrentan la búsqueda de su propia identidad con audacia y decisión frente a la sociedad.
Durante su extensa carrera literaria ha recibido reconocimientos nacionales e internacionales, entre los que destacan el Premio Eugenio Espejo, el más grande galardón otorgado por el Estado ecuatoriano, el Premio Joaquín Gallegos Lara y el Premio Indigo Coté Femmes de París.

## Biografía

### Juventud
Hija del ingeniero Alfonso Yánez Proaño y de Clemencia Cossío Larrea, fue la segunda hija de diez hermanos. A los seis años ingresó al Colegio de los Sagrados Corazones de Santo Domingo, donde estuvo a poco de caer en el fracaso escolar, debido a su manifiesto rechazo a la aritmética. Desde pequeña dio muestra de su gran talento para las letras, por lo que siempre quiso ser una escritora. En la institución culminó sus estudios primarios y se graduó de bachiller en 1951.
Alicia Yánez Cossío no conoció a sus abuelos, sin embargo ella imaginaba tenerlos y a sus amigos les comentaba los viajes que ellos realizaban a lugares extravagantes como África, y diría después: "Tuve una infancia sumamente feliz, quizá un poco hombruna, influida por mis primeras lecturas: las obras de Julio Verne y las hazañas de Tarzán. Nunca me gustaron las muñecas".
Su primera obra fue el poemario Luciolas, un libro de 58 páginas publicado en 1949. La obra fue organizada por la madre de Alicia, quien reunió en el volumen varios de los poemas que su hija había escrito sobre la tristeza que le producía el haber salido del colegio.
Mientras cursó la secundaria, en 1950, ganó un concurso de ensayo sobre Isabel la Católica, por lo que recibió una beca del Instituto de Cultura Hispánica que le permitió realizar estudios de periodismo en Madrid por dos años. Durante el viaje a Europa conoció al intelectual cubano Luis Campos Martínez, con quien más tarde se reencontró en Madrid y contrajo matrimonio. Luego de completar sus estudios se mudó con su esposo a Cuba.
Residió desde 1956 hasta 1961 en la tierra de su esposo, periodo que coincidió con los años del proceso revolucionario cubano y que Alicia más tarde calificaría como "la lucha por recuperar la dignidad de un pueblo". Durante su estadía en la isla nacieron sus cuatro hijos y escribió el poemario De la sangre y el tiempo, publicado en 1964 y donde trata temáticas como la fragilidad, la necesidad de denunciar las injusticias, la maternidad y la solidaridad hacia los oprimidos. Las experiencias de sus años en Cuba fueron plasmadas años después en su libro Retratos cubanos, obra compuesta por 18 cuentos que publicó en 1998.
A su regreso a Ecuador, las dificultades económicas la llevaron a trabajar junto a su esposo como vendedores puerta a puerta de libros. Aunque su esposo se convirtió rápidamente en uno de los mejores vendedores de su grupo, Alicia solo consiguió vender un ejemplar. Las experiencias de esta época le servirían más tarde como base para crear la trama de su novela Yo vendo unos ojos negros (1979), en que un grupo de mujeres trabajan como vendedoras puerta a puerta de cosméticos.
En 1969 ingresó a trabajar como profesora en el Colegio La Providencia de Quito. Al año siguiente pasó a trabajar al Colegio Santo Domingo de Guzmán.

### Auge literario
A principios de 1970, Yánez decidió enviar un manuscrito de su narración extensa Bruna, soroche y los tíos al Premio Nacional de Novela firmando con un seudónimo masculino. Este concurso fue organizado por el rotativo El Universo y su jurado otorgó el primer premio a esta obra. Desde ese momento, Yánez decidió consagrarse profesionalmente a la creación literaria.
Durante su carrera literaria Alicia tuvo que dividir el tiempo que le dedicaba a la literatura con las tareas de ama de casa y la crianza de sus hijos, lo que empeoró a medida que creció su fama y no la de su esposo, quien también se dedicaba a la escritura y que empezó a ver con malos ojos el éxito de Alicia. Debido a ello, Alicia se acostumbró a escribir en la noche, cuando todos se habían dormido, o muy temprano en la mañana. Para evitar ser molestada, transformó un armario de su casa en un cuarto de escritura, que mandó a forrar con corcho para evitar que el sonido de la máquina de escribir alertara a alguien.
En 1975 publicó su segundo libro de narrativa, la colección de cuentos de ciencia ficción El beso y otras fricciones, en el que la autora aseveró que deseaba meditar sobre el futuro, el lugar del hombre en el mismo y la necesidad de volver a la naturaleza. Uno de los cuentos del libro sería posteriormente expandido en la novela infantil Los Trikitraques, publicada en 2002 y que sigue a una raza de extraterrestres diminutos que llegan a la Tierra para ayudar a los humanos.
A raíz del éxito que alcanzó Bruna, soroche y los tíos, Yánez fue criticada por parte de varios escritores varones, algunos aseverando que no podía ser la verdadera autora de la novela, otros acusándola de haber plagiado obras como Cien años de soledad. La frustración que le provocaron estos ataques la convencieron de darle un enfoque feminista a su segunda novela, que publicó en 1979 con el nombre Yo vendo unos ojos negros, y en la que critica abiertamente a la sociedad de consumo y a la utilización de las mujeres por parte de las empresas de la industria de belleza. El libro fue adaptado a la televisión en 2004 en la telenovela del mismo nombre, producida por Ecuavisa, aunque Yánez se mostró crítica de los cambios sustanciales que sufrió la trama.
En 1984 se integró al Grupo América. En el año 1989 redactó la novela La casa del sano placer. En ella, el personaje central es una multitud que se destaca por luchar por los derechos de la mujer. El 11 de abril de 1991 se incorporó como Miembro Correspondiente de la Academia Ecuatoriana de la Lengua, con un discurso titulado «La forma de fomentar el hábito de la lectura». Dos años después fue incorporada como académica de número en la Academia de la Lengua, en la silla N.
Su incorporación como Académica de Número, tuvo lugar en Quito el 4 de agosto de 1994. En 1995 publicó la novela El cristo feo, que le valió el Premio Joaquín Gallegos Lara a la mejor novela del año y el  Premio Indigo Coté Femmes de París.
Tras la publicación de El cristo feo, Yánez inició una serie de novelas sobre personajes históricos. La primera de ellas fue Aprendiendo a morir (1997), novela que se centra en la figura de Mariana de Jesús y su vida en medio de la sociedad fanática del Quito del siglo XVII. Luego vendría Y amarle pude... (2000), que recuenta la vida de la poetisa Dolores Veintimilla y el rechazo que sufrió por ser una mujer intelectual en una sociedad religiosa. En 2001 fue el turno de Sé que vienen a matarme, basada en la vida del polémico presidente ecuatoriano Gabriel García Moreno y en los eventos que le dieron fama como uno de los más grandes tiranos de la historia nacional. La novela fue adaptada en 2007 como largometraje por la cadena Ecuavisa, bajo dirección de Carl West.

### Años posteriores
Su obra infantil Los triquitraques, obtuvo en 2002 el premio Darío Guevara, otorgado por el municipio de Quito. Ese mismo año, el presidente chileno Ricardo Lagos Escobar le otorgó la condecoración Gabriela Mistral.
En 2004 publicó Concierto de sombras, una autobiografía novelada que en un principio había concebido como su último libro y en la que pone énfasis en los hechos de su infancia que la guiaron por el camino de las letras. Ese mismo año, la revista Hogar la nombró mujer ecuatoriana del año, en la categoría cultura.
Su penúltima novela fue publicada en 2006 con el nombre Esclavos de Chatham, obra que recuenta la historial real de la opresión y posterior rebelión de los habitantes de la Isla de San Cristóbal contra el tirano Manuel J. Cobos a principios del siglo XX. Dos años después apareció su última novela, Memorias de la pivihuami Cuxirimay Ocllo, escrita durante seis años y donde volvió a centrarse en un personaje histórico, esta vez en la princesa inca Cuxirimay Ocllo.
El 8 de agosto de 2008 recibió de manos del presidente Rafael Correa el Premio Eugenio Espejo, máximo galardón cultural ecuatoriano, por sus aportes a las artes literarias.
En la actualidad vive con su hijo y su nieta en la comunidad de Píntag, parroquia rural de Quito.

## Obras

### Novelas
- Bruna, soroche y los tíos (1973)
- Yo vendo unos ojos negros (1979)
- Más allá de las islas (1980)
- La cofradía del mullo del vestido de la Virgen Pipona (1985)
- La casa del sano placer (1989)
- El cristo feo (1995)
- Aprendiendo a morir (1997)
- Y amarle pude (2000)
- Sé que vienen a matarme (2001)
- Concierto de sombras (2004)
- Esclavos de Chatham (2006)
- Memorias de la Pivihuarmi Cuxirimay Ocllo (2008)

### Poesía
- Luciolas (1949)
- De la sangre y el tiempo (1964)
- Plebeya mínima (1974)

### Cuentos
- El beso y otras fricciones (1975)
- Retratos cubanos (1998)

### Literatura infantil
- El viaje de la abuela (1997)
- Pocapena (1997)
- La canoa de la abuela (2000)
- Los triquitraques (2002)
- ¡No más! (2004)

### Teatro
- Hacia el Quito de ayer (1951)

## Reconocimientos
- Concurso Nacional de Novela - Cincuentenario del Diario "El Universo" de Guayaquil, en 1971.
- Premio Nacional Ismael Pérez Pazmiño  en 1972
- Condecoración Primera Clase al Mérito Cultural otorgado por la Subsecretaría de Cultura del Ecuador  en 1990.
- Primer Premio Joaquín Gallegos Lara por la novela El Cristo feo en 1995.
- Primer Premio Darío Guevara Mayorga por el cuento infantil El viaje de la abuela en 1995.
- Premio Indigo Coté Femmes de París, por la novela El cristo feo en 1996.
- Recibe la Condecoración Gabriela Mistral impuesta por el presidente de Chile don Ricardo Lagos Escobar en su visita al Ecuador, 2002.
- En el año 2002 el Consejo Provincial de Pichincha crea el Premio de Literatura Infantil Alicia Yánez Cossío.
- Recibe en el 2002 el Primer Premio Darío Guevara Mayorga por el cuento infantil Los triquitraques.
- En el 2004, la revista Hogar le declara Mujer del Año en la categoría de cultura.
- Premio Eugenio Espejo, en 2008.

### Concurso de literatura infantil Alicia Yánez Cossío
En 2002 fue homenajeada por el Gobierno de la Provincia de Pichincha y su Patronato Provincial, al haber aquellas instituido un concurso de literatura infantil que lleva su nombre. Concurso que pretende estimular el que todos los cantones de la provincia de Pichincha aporten en la creación de espacios de expresión, de investigación y de fortalecimiento de la identidad cultural de los mismos.